# Protestos na Catalunha de 2019–2020
Os protestos Catalunha de 2019–2020 são um movimento de protesto em andamento, que está a ocorrer desde 14 de outubro de 2019, desencadeado pela condenação de nove líderes da independência catalã em um julgamento de 2019 pelo Supremo Tribunal de Espanha. Eles foram condenados por sedição e outros crimes contra o Estado espanhol por seu papel na organização do referendo sobre a independência da Catalunha em 2017.
Em 17 de outubro, o presidente pró-independência do governo autônomo da Catalunha, Quim Torra, pediu uma interrupção imediata da violência e se desassociou dos manifestantes violentos, ao mesmo tempo em que pedia mais protestos pacíficos. No entanto, a situação em Barcelona evoluiu para batalhas de rua abertas entre manifestantes e policiais, quando manifestantes violentos atacaram e provocaram forças policiais, e policiais acusaram manifestantes pacíficos por sua proximidade com os violentos.
Pouco tempo depois, o presidente catalão tentou reunir a multidão afirmando que pressionaria por um novo referendo de independência, enquanto os protestos em larga escala continuavam pelo quarto dia.
Em 18 de outubro, Barcelona ficou paralisada, quando dezenas de milhares de manifestantes pacíficos responderam ao chamado do presidente catalão e se uniram em apoio aos líderes da independência presos. A manifestação cresceu rapidamente, com a polícia de Barcelona contando pelo menos 525.000 manifestantes na cidade.
O El Clásico, jogo entre o Real Madrid e o Barcelona, teve de ser adiado por causa da situação da cidade com os protestos. 